# Al Killian
Albert „Al“ Killian (* 15. Oktober 1916 in Birmingham (Alabama); † 5. September 1950 in Los Angeles) war ein US-amerikanischer Trompeter des Swing und Jump-Blues.

## Biographie
Al Killian begann seine Karriere Mitte der 1930er Jahre in Charlie Turners Arcadians Band und spielte dann in den Big Bands von Baron Lee, Teddy Hill, Don Redman (1940), Claude Hopkins, Count Basie (1940–1944), Charlie Barnet (1943 und 1945/46), mit Lester Young (Circus in Rhythm), Slim Gaillard (1939), Georgie Auld und Lionel Hampton (im Zeitraum 1942 bis 1946) sowie mit Lyle Griffin. Im Jahr 1946 gründete Killian eine eigene Bigband, gab sie aber schnell auf, um mit Norman Granz’ Jazz at the Philharmonic auf Tournee zu gehen, wo er 1946 auch mit Musikern wie Charlie Parker, Dizzy Gillespie und Lester Young spielte. Um 1946/47 begleitete er auch mehrere Blues-Musiker, wie T-Bone Walker, mit dem er die Titel „It's a Low Down“, „Dirty Deal“ und „I'm in a Awful Mood“ aufnahm. In dieser Zeit ging er mit Bands von Billy Eckstine, Earl Spencer, Tom Talbert und Boyd Raeburn auf Tourneen, bevor er kurz Mitglied des Duke Ellington Orchestra wurde (als Nachfolger von Cat Anderson); er trat mit Ellington bei dessen Carnegie-Hall-Konzert 1947 auf und ging 1950 mit ihm auf Europatournee. In diese Zeit fällt eine Aufnahmesession unter eigenem Namen in Stockholm, an der auch Lester Young mitwirkte. Al Killians feuriger, hoch spielender Ton war damals sehr populär. Er galt als exzellenter Leadtrompeter und war auch als Komponist tätig. Nachdem er Ellingtons Band verlassen hatte, ließ er sich in Los Angeles nieder, wo er im Alter von 33 Jahren von seinem (psychisch kranken) Vermieter ermordet wurde.
Der Perkussionist Lawrence Killian ist ein Neffe von Al Killian.

## Diskographische Hinweise
- Bird and Pres - The '46 Concerts Jazz at the Philharmonic (Verve)